# Nœud premier

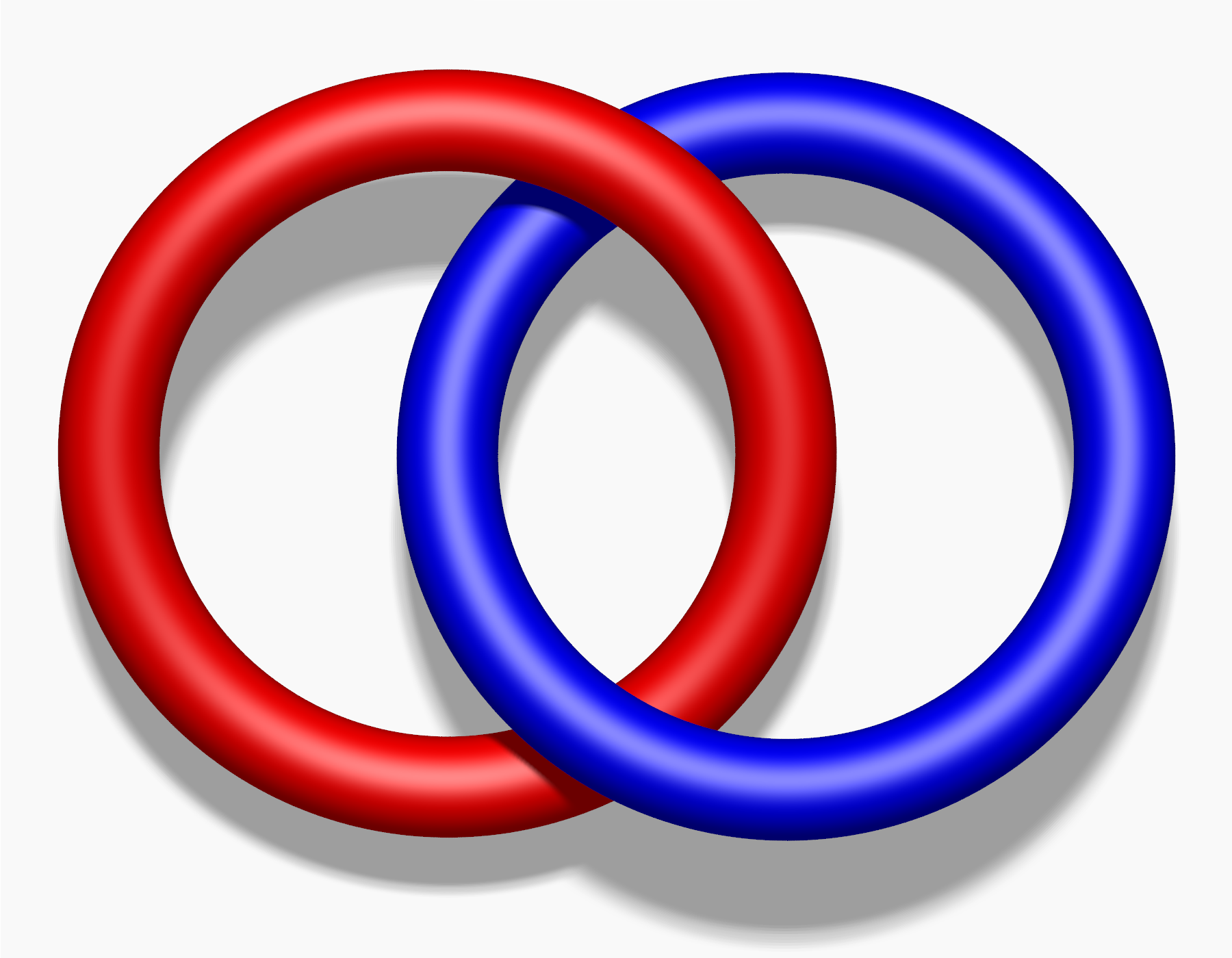
Entrelacs premier le plus simple

En théorie des nœuds, un nœud premier, ou un entrelacs premier est un nœud ou entrelacs qui est, dans un certain sens, indécomposable. Les nœuds ou entrelacs qui ne sont pas premiers sont dits composés. Déterminer si un nœud donné est premier ou non peut être un problème non trivial. 

## Définition
Un nœud ou entrelacs premier est un nœud ou entrelacs non trivial qui ne peut pas être obtenu comme la somme connexe de deux nœuds ou entrelacs non triviaux.

## Exemples
Un exemple de famille de nœuds premiers est celle des nœuds toriques. Ceux-ci sont obtenus en enroulant un fil autour d'un tore en tournant p fois autour de l'anneau et effectuant q tours complets, où p et q sont des entiers premiers entre eux . 
Le nœud premier le plus simple est le nœud de trèfle, à 3 croisements, qui est en fait un nœud torique de type (2, 3). Le nœud de huit, à 4 croisements, est le plus simple des nœuds premiers non toriques. Les noeuds composés les plus simples, à 6 croisements, sont les nœuds plat et "de vache". Pour tout entier n > 0, il existe un nombre fini de nœuds premiers et de nœuds composés à n croisements. Les premières valeurs de ces nombres (cf. suite A002863 de l'OEIS  et  suite A086825 de l'OEIS)  sont données dans le tableau suivant : 
| nombre de croisements    | 1 | 2 | 3 | 4 | 5 | 6 | 7 | 8  | 9  | 10  | 11  | 12   |
| ------------------------ | - | - | - | - | - | - | - | -- | -- | --- | --- | ---- |
| nombre de nœuds premiers | 0 | 0 | 1 | 1 | 2 | 3 | 7 | 21 | 49 | 165 | 552 | 2176 |
| nombre de nœuds composés | 0 | 0 | 0 | 0 | 0 | 2 | 1 | 4  |    |     |     |      |
| total                    | 0 | 0 | 1 | 1 | 2 | 5 | 8 | 25 |    |     |     |      |

Les nœuds énantiomorphes ne sont comptés qu'une seule fois dans ce tableau et dans le tableau suivant (c'est-à-dire qu'un nœud et son image miroir sont considérés comme équivalents). 

Nœuds premiers comportant jusqu'à sept croisements, sans leurs images miroir, plus le non-nœud (qui n'est pas considéré comme premier).

L'entrelacs premier le plus simple, à 2 croisements, est l'entrelacs de Hopf.

## Théorème de Schubert
Un théorème dû à Horst Schubert stipule que tout nœud se décompose de manière unique en une somme connexe de nœuds premiers.